# 乔治·约翰逊 (作家)
乔治·约翰逊（英語：George Johnson，1952年1月20日—）是一位美国科普作家和记者，曾为《纽约时报》撰写科学新闻，主要的科普作品有《细胞叛变记：解开医学最深处的秘密》（Cancer chronicles : unlocking medicine’s deepest mystery，2013）、《奇异之美：盖尔曼传》（Strange Beauty:Murray Gell-Mann and the Revolution in Twentieth-Century Physics，1999）等。